# Stephen Hopkins
Stephen Hopkins (Jamaica, 1958–) Primetime Emmy-díjas brit filmrendező, producer.
Angliában és Ausztráliában nevelkedett. Albumborító-tervezőként kezdte, majd megismerkedett egy ausztrál rendezővel, Russell Mulcahy-val, aki akkor zenés videókat rendezett. Történetszerkesztőként dolgozott nála, majd ő tervezte meg a videókat is. Elkezdett videókat rendezni, és hirdette magát, de végül visszakerült Ausztráliába ahol másodrendezőként dolgozott Mulcahy Hegylakójában. Ez vezetett a sikereihez, majd 1987-ben a Dangerous Game-mel debütált. A Peter Sellers élete és halálát a 2004-es cannes-i fesztiválon Arany Pálmára jelölték. A filmek mellett a 24 című tévésorozattal is nagy sikert ért el.

## Filmográfia
- Traffic: The Miniseries (2004)
- Peter Sellers élete és halála (2004)
- Meggyanúsítva (2000)
- (Tube Tales) (1999)
- Lost in Space – Elveszve az űrben (1998)
- Ragadozók (1996)
- Időzített bomba (1994)
- Az ítélet éjszakája (1993)
- Ragadozó 2. (1990)
- Mesék a kriptából (1989)
- Rémálom az Elm utcában 5. – Az álomgyerek (1989)